# Supercoppa lettone 2024 (pallavolo maschile)
La Supercoppa lettone 2024, 5ª edizione della Supercoppa nazionale maschile di pallavolo, si è svolta il 28 settembre 2024: al torneo hanno partecipato due squadre di club lettoni e la vittoria finale è andata per la terza volta al Jēkabpils Lūši.

## Formula
La formula ha previsto una gara unica.

## Squadre partecipanti
| Squadra        | Qualificazione                    |
| -------------- | --------------------------------- |
| Ezerzeme       | Wild card                         |
| Jēkabpils Lūši | Vincitrice Coppa di Lettonia 2023 |

## Torneo
| 28 settembre 2024 Jēkabpils Sporta nams, Jēkabpils Durata: ? - Spettatori: ? | Jēkabpils Lūši | 3 - 1 | Ezerzeme | 24-26, 25-21, 25-21, 25-19 |